# Things to Do Before You're 30
Pour plus de détails, voir Fiche technique et Distribution.
Things to Do Before You're 30 est un film britannique réalisé par Simon Shore, sorti en 2005.

## Synopsis
Un groupe d'amis fait face aux responsabilités de l'âge adulte.

## Fiche technique
- Titre : Things to Do Before You're 30
- Réalisation : Simon Shore
- Scénario : Mischa Alexander, Patrick Wilde et Jean van de Velde
- Musique : Daniel Teper
- Photographie : Mike Fox
- Montage : Barrie Vince
- Production : Marc Samuelson et Peter Samuelson
- Société de production : First Choice Films 2004, Isle of Man Film, Momentum Pictures (en) et Samuelson Productions
- Pays :  Royaume-Uni
- Genre : Comédie dramatique et comédie romantique
- Durée : 101 minutes
- Dates de sortie : 
  - Espagne : 29 avril 2005
  - Royaume-Uni : 2 juin 2006

## Distribution
- Dougray Scott : Cass
- Jimi Mistry : Dylan
- Emilia Fox : Kate
- Shaun Parkes : Adam
- Billie Piper : Vicky
- Bruce Mackinnon : Colin
- Roger Morlidge : Billy
- Danny Nussbaum : Johnny
- George Innes : Don
- George Irving : le père de Dylan
- Rosie Cavaliero : Rosie
- Nina Young : Claire
- David Paul West : Toby
- Chris Polick : Gavin
- Donna Alexander : Fiona
- Keira Malik : Sheera
- Charlie Cox : Danny
- Stacy Hart : Tina Mellor
- Stacey Roca : Gina Moncur
- Beverley Denim : Lorraine Day
- Scott Chisholm : Joe

## Accueil
Clare Poland pour Channel 4, le film est « sans charme, plein de clichés de genre et de dialogues bas de gamme ».